# 维京人足球俱乐部
维京人足球俱乐部（芬蘭語：FC Viikingit）是芬兰足球俱乐部，位于首都赫尔辛基东部的沃岛区。维京人体育俱乐部成立于1965年，但到1998年足球队部分从体育俱乐部中完全独立出来组成了维京人足球俱乐部，通常球队叫做维京人。球队的主场设在沃岛区的沃岛体育场（Vuosaaren Urheilukenttä）。

## 历史
在2002-2006年的多个赛季中，球队一直在芬兰足球甲级联赛中参赛，球队在2001年首次从乙级联赛升入甲级联赛，在参加甲级联赛的第一年中球队始终在保级区挣扎，最终通过保级附加赛顺利留在了甲级队伍中；到了2003年球队一跃夺得联赛第3名，离取得升入超级联赛资格只有2分的差距；在2004年中球队依然保持着较好的状态，最终排列第4。
2005年，在芬兰前国家队后卫亚里·欧罗佩乌斯（Jari Europaeus）成为球队主教练后。球队的目标直指超级联赛，但是球队令人失望的取得了联赛第6名。球队在2007年赛季前就被广泛认定为晋级超级联赛的最大候选球队，球队在2007赛季上半季表现一般的情况下下半季奋起直追，将名次一支上升到联赛冠军从而直接晋级超级联赛。